# Jerzy Bojańczyk
Jerzy Zygmunt Bojańczyk (ur. 2 maja 1881 we Włocławku, zm. 21 października 1947 tamże) – polski działacz społeczny związany z Włocławkiem, p.o. prezydenta miasta (1920), przewodniczący Miejskiej Rady Narodowej (1945–1947). 

## Życiorys
Urodził się w rodzinie włocławskiego przemysłowca i browarnika Wincentego Alberta Bojańczyka (1850–1926) i Heleny z Kocent-Zielińskich (1860–1921). Ukończył 4-klasową Wydziałową Szkołę Realną i Gimnazjum Realne we Włocławku, następnie odbył studia i praktykę piwowarską w Niemczech. Po powrocie do kraju przejął od ojca prezesurę nad spółką „Browar i Słodownia SA”. Działał społecznie, pozostając od 1902 członkiem Włocławskiego Towarzystwa Wioślarskiego oraz naczelnikiem przystani miejskiej. W latach 1918–1939 pełnił obowiązki prezesa Towarzystwa Wioślarskiego we Włocławku, z jego inicjatywy powstała m.in. nowa przystań miejska oraz nowa siedziba (pałacyk) Towarzystwa przy ul. Piwnej 3. W 1930 pomagał w zakładaniu Kujawskiego Klubu Wioślarskiego. Od 1919 pełnił również obowiązki wiceprezesa Polskiego Związku Towarzystw Wioślarskich, a w latach 1932–1939 był jego prezesem. Sędziował na głównych regatach wioślarskich w Amsterdamie (1928) i Berlinie (1936), był także przewodniczącym komisji sędziowskiej na mistrzostwach wioślarskich w Polsce w latach 1933–1939. Sprawował funkcję wiceprezesa Międzynarodowej Federacji Towarzystw Wioślarskich (FISA) w Szwajcarii. 

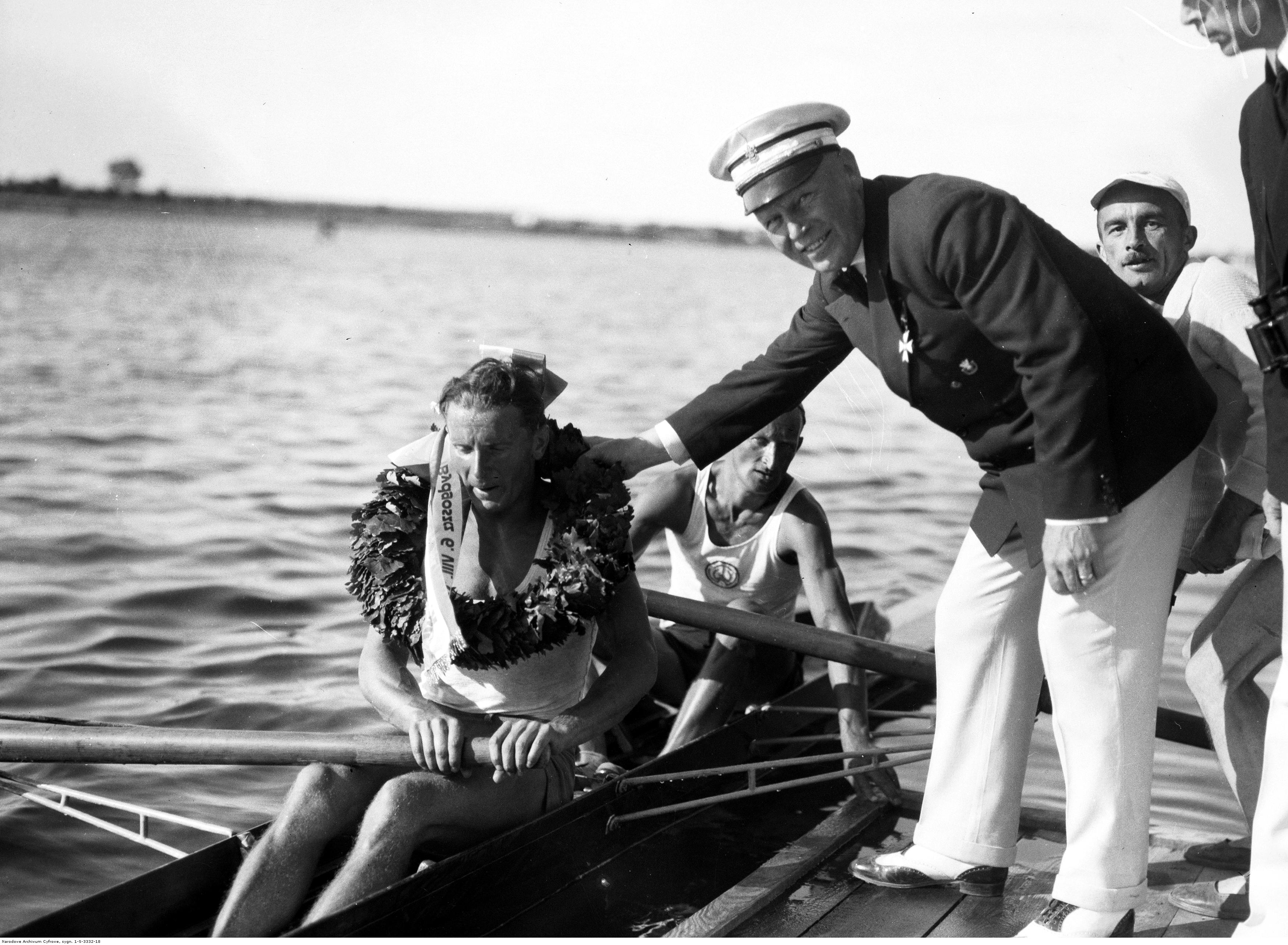
Jerzy Bojańczyk i zwycięzcy zawodów w Brdyujściu Henryk Grabowski i Wiktor Szelągowski; 1933 r.

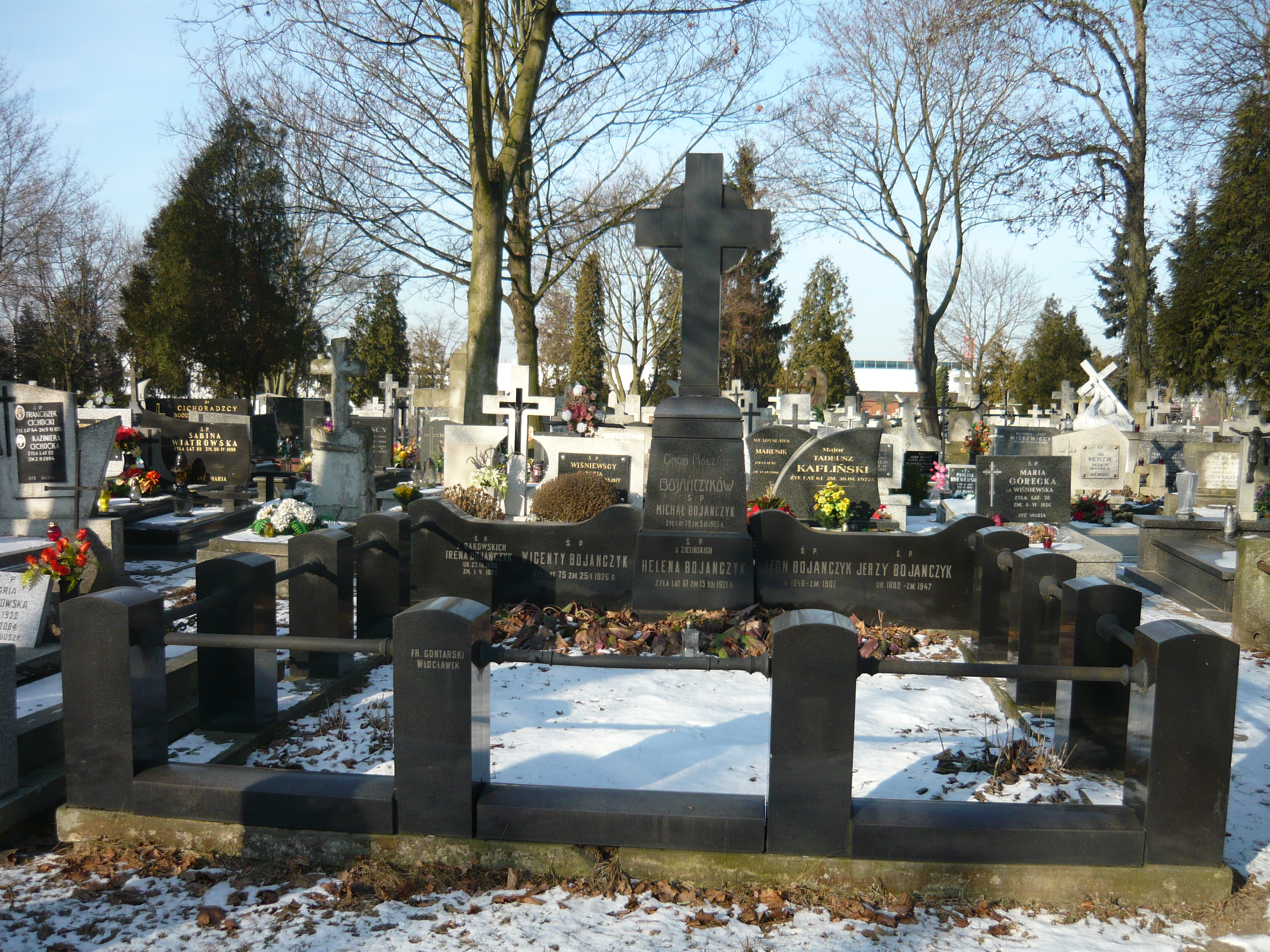
Grób rodzinny Bojańczyków we Włocławku

Udzielał się w samorządzie miejskim, sprawując od 1919 mandat radnego Rady Miejskiej we Włocławku (ponowny wybór w 1927). W tym samym roku objął funkcję wiceprezydenta miasta, którą pełnił do czerwca 1921 (de facto: końca roku). W 1920 powierzono mu funkcję prezydenta, którą sprawował od czerwca do sierpnia 1920. W 1920 wziął udział w wojnie polsko-bolszewickiej. Od 1931 był wiceprzewodniczącym Rady Miejskiej. Działał także w Ochotniczej Straży Pożarnej, od 1926 sprawował funkcję jej prezesa we Włocławku. 
W czasie II wojny światowej pracował jako księgowy w fabryce surogatów kawowych. Po zakończeniu działań wojennych ponownie objął prezesurę Towarzystwa Wioślarskiego w mieście. Zabezpieczał porzucone przez władze niemieckie mienie miejskie. Rozwinął działalność polityczną, organizując struktury Stronnictwa Demokratycznego w mieście – był jego pierwszym prezesem. Z ramienia SD zasiadał w Miejskiej Radzie Narodowej, sprawując funkcję jej przewodniczącego (1945–1947).
Jerzy Bojańczyk był dwukrotnie żonaty. W 1921 poślubił Florentynę Kleczkowską, w 1945 będąc wdowcem ożenił się z Zofią Lewandowską, tancerką rewiową.
Zmarł jesienią 1947, został pochowany w grobowcu rodzinnym przy głównej alei na Cmentarzu Komunalnym we Włocławku (sektor 36-1-11). 

## Ordery i odznaczenia
- Krzyż Oficerski Orderu Odrodzenia Polski (10 listopada 1928)[3]
- Złoty Krzyż Zasługi[4]
- Złoty Medal za Zasługi dla Pożarnictwa[4]
- Państwowa Odznaka Sportowa[4]

## Upamiętnienie
Uchwałą Rady Miasta Włocławka nr XVII/124/91 z dnia 30 grudnia 1991 zmieniono nazwę śródmiejskiej ulicu gen. Karola Świerczewskiego (pierwotnie ulica Botaniczna, potem gen. Pierackiego) na Jerzego Bojańczyka.